# Shūhei Tada
Shūhei Tada (jap. 多田 修平, Tada Shūhei; * 24. Juni 1996 in Higashiōsaka) ist ein japanischer Leichtathlet, der sich auf den Sprint spezialisiert hat.

## Sportliche Laufbahn
Der internationale Durchbruch gelang Shuhei Tada im Jahr 2017. Beim Halbfinale beim Meeting in Hiratsuka am 10. Juni rann er mit Windunterstützung 9,94 s über 100 Meter. Damit ist er der erste Japaner überhaupt der auf heimischen Boden die 100 Meter unter 10 Sekunden gelaufen ist. Der Rückenwind (4,5 m/s) war aber zu groß um den Rekord offiziell anzuerkennen. Im Finale ließ der Wind nach und Tada lief dort mit 10,08 s eine neue persönliche Bestzeit. Diese Zeit machte ihn zum siebtschnellsten Japaner aller Zeiten. Bei den japanischen Meisterschaften holte er am Tag seines 21. Geburtstages den Vizemeistertitel und machte damit einen großen Schritt zur Qualifikation für die Weltmeisterschaften 2017 in London. Bei den Weltmeisterschaften konnte er mit der Staffel die Bronzemedaille gewinnen. Zwei Wochen später feierte er bei der Sommer-Universiade in Taipeh den Titelgewinn mit der 4-mal-100-Meter-Staffel.
2018 siegte er bei den Asienspielen in Jakarta mit der japanischen 4-mal-100-Meter-Staffel. Ein Jahr später lief er mit der Staffel bei den Weltmeisterschaften in Doha zu Bronze. 2020 siegte er in 10,22 s beim Michitaka Kinami Memorial Meet und im Jahr darauf qualifizierte er sich über 100 m für die Olympischen Sommerspiele in Tokio und schied dort mit 10,22 s in der ersten Runde aus und gelangte mit der Staffel bis in das Finale, konnte dort das Rennen aber nicht beenden. Im Jahr darauf erreichte er bei den Hallenweltmeisterschaften in Belgrad das Halbfinale über 60 Meter und wurde dort wegen eines Fehlstarts disqualifiziert und 2024 gewann er bei den Hallenasienmeisterschaften in Teheran in 6,56 s die Silbermedaille hinter dem Omaner Ali Anwar Ali al-Balushi. Anschließend belegte er bei den Hallenweltmeisterschaften in Glasgow in 6,70 s den siebten Platz.
2021 wurde Tada japanischer Meister im 100-Meter-Lauf.

## Persönliche Bestzeiten
- 100 Meter: 10,01 s (+2,0 m/s), 6. Juni 2021 in Tottori
  - 60 Meter (Halle): 6,52 s, 1. März 2024 in Glasgow (japanischer Rekord)